# Xylitol
Xylitol (1,2,3,4,5-pentan pentaol) er en sukkeralkohol, der bliver brugt som sukkererstatning i f.eks. tyggegummi og fødevarer for diabetikere. Xylitol forekommer naturligt i fiberholdige grønsager og frugt, samt i veddet i forskellige træer som f.eks. birk. Det produceres også i den menneskelige organisme under det normale stofskifte (op til 15 gram daglig fra andre fødemidler). Xylitol kan fremstilles kunstigt ved kemisk behandling af xylose (træsukker).
Xylitol er et sødt smagende, hvidt og næsten lugtfrit, krystallinsk pulver, der er let opløseligt i vand, men meget tungt opløseligt i ethanol.
Som tilsætningsstof har xylitol E-nr. 967. Det hører under de sødestoffer, som hovedsageligt bliver brugt i industrien, hvor det bruges i stedet for sukker. Xylitol adskiller sig fra de egentlige kunstige/syntetiske sødestoffer ved at være nært beslægtet med sukker i kemisk henseende. Produktet indeholder 2,4 kalorier pr. gram.
Vær opmærksom på at xylitol er dødeligt giftigt for hunde.
Desværre ser det også ud til at store mængder xylitol og/eller erythritol påvirker blodpladerne, så man lettere får blodpropper.